# Acanthochitona biformis
Acanthochitona biformis är en blötdjursart som först beskrevs av Hugo Frederik Nierstrasz 1905.  Acanthochitona biformis ingår i släktet Acanthochitona och familjen Acanthochitonidae. Inga underarter finns listade i Catalogue of Life.